# Выражение (информатика)
Выражение в информатике — комбинация значений или переменных, констант, переменных, операций и функций, которая может быть интерпретирована в соответствии с правилами конкретного языка. Интерпретация (выполнение) такого выражения приводит к вычислению некоторого значения (например, числа, строки или значения логического типа).
Например, 2+3 — выражение, которое вычисляется в число 5. Отдельная константа или отдельная переменная также является выражением, значением которого является, соответственно, сама константа или значение переменной.
Во многих языках программирования выражения, содержащие вызовы функций, могут иметь побочные эффекты. Языковая конструкция, определяющая некоторое значение в соответствии со значениями одного или более операндов в соответствии с ГОСТ 28397 89.